# Хант, Рекс
Сэр Рекс Мастерман Хант (англ. Sir Rex Masterman Hunt 29 июня 1926, Редкар и Кливленд, графство Северный Йоркшир, Великобритания — 11 ноября 2012, Стоктон-он-Тис, Великобритания) — британский государственный и колониальный деятель, губернатор Фолклендских островов (1980—1985).

## Биография
Окончил колледж Святого Петра в Оксфорде, после чего поступил курсантом в Королевские военно-воздушные силы. Участник Второй мировой войны, с 1944 г. — лётчик, с 1945 г. — пилот. В 1948 г. уволился с военной службы.
С 1952 г. на колониальной и дипломатической службе,
- 1962—1964 гг. — окружной комиссар в Уганде,
- 1964—1965 гг. — первый секретарь в Кучинге, Саравак,
- 1964—1965 гг. — первый секретарь в Джесселтоне, Сабах, Малайская Федерация.
- 1967 г. — в Брунее.
- 1968—1970 гг. — первый секретарь генерального консульства в Анкаре (Турция).
- 1970—1972 гг. — глава канцелярии посольства в Индонезии.
- 1972—1974 гг. — в МИД Великобритании.
- 1974—1975 гг. — генеральный консул в Сайгоне (Южный Вьетнам).
- 1976—1979 гг. — в посольстве в Малайзии, в 1977—1979 гг. — заместитель Верховного комиссара.

В 1980—1985 гг. — губернатор Фолклендских островов и Верховный комиссар Британских антарктических территорий. В этот период произошло аргентинское вторжение Фолклендской войны. На островах высадился аргентинский спецназ (амфибийная группа спецназа ВМФ Аргентины), который быстро установил контроль над столицей Порт-Стэнли. Губернатор отдал приказ британским военным сложить оружие, после чего сам был захвачен в плен; был вывезен в Уругвай. Несмотря на произошедшее, Хант стал символом борьбы за острова. Когда аргентинцы были выдворены с Фолклендов, он вернулся в свою губернаторскую резиденцию.
После ухода в отставку до 2004 г. являлся председателем ассоциации Фолклендских островов и президентом фолклендского траста.